# Bromio (empresa)
Bromio es una empresa mexicana de desarrollo y distribución de videojuegos fundada en el año 2013 y ubicada en la ciudad de Puebla, Puebla, México. Dentro de los juegos desarrollados por la compañía se encuentran Pato Box, Shiba Force, y, próximamente se incluirá, RFM.

## Historia
Fundada por Samir Durán Kuri y Miguel Ángel Fajardo Turner en 2013, Bromio comenzó desarrollando aplicaciones y videojuegos para dispositivos móviles, creando títulos como Take Your Time, Copy Cat Dance, y Mighty Swiping Shiba Force.
Un año más tarde, Adrián Antonio Gutiérrez Gallardo se unió como socio de la empresa y expandieron sus operaciones con el fin de enfocarse en el desarrollo de videojuegos para consolas y comenzaron a trabajar en lo que más tarde se convertiría en Pato Box, su primer videojuego para consolas.
En conjunto con Cesar Arminio López Velarde, Bromio desarrolló Pato Box y lo lanzó en 2018 tras una campaña de Kickstarter que reunió más de $200,000 MXN. El éxito del título fue tal que incluso Goichi Suda lo declaró como su “juego indie favorito del 2018”, y llegó a incluirlo dentro de la campaña de playeras colaborativas con títulos independientes en Travis Strikes Again: No More Heroes.
Después de Pato Box, Bromio volvió al desarrollo en plataformas móviles con Shiba Force, lanzado de la mano de HyperBeard. Este título también recibió reconocimiento por parte del gobierno mexicano en conjunto con la ESA en el Concurso Nacional Videojuegos MX 2020, ganando en la categoría de Mejor Videojuego App Móvil.
Para junio de 2021, el estudio comenzó el desarrollo de RFM, el cual fue anunciado durante el evento Play For All de Gamespot en E3.

## Juegos desarrollados
| Título               | Año  | Géneros                      | Plataformas                                                                   |
| -------------------- | ---- | ---------------------------- | ----------------------------------------------------------------------------- |
| Pato Box             | 2018 | Acción, Aventura, Peleas     | Xbox One, PlayStation 4, PlayStation Vita, Microsoft Windows, Nintendo Switch |
| Shiba Force          | 2019 | Casual                       | IOS, Android                                                                  |
| Remnants of the Rift | 2022 | Acción, Aventuras, Roguelike | Microsoft Windows                                                             |

## Juegos distribuidos
| Título           | Año  | Géneros               | Plataformas                                                               | Publicadora |
| ---------------- | ---- | --------------------- | ------------------------------------------------------------------------- | ----------- |
| Neon City Riders | 2020 | Acción, Aventura, RPG | Xbox One, PlayStation 4, Nintendo Switch, Microsoft Windows, Linux, MacOS | Bromio      |

## Premios y nominaciones
| Premio                                          | Tipo         | Categoría                                         | Juego       | Fecha |
| ----------------------------------------------- | ------------ | ------------------------------------------------- | ----------- | ----- |
| Concurso Nacional Videojuegos MX                | Premio       | Mejor Diseño de Juego y Narrativa                 | Pato Box    | 2017  |
| The Strasbourg European Fantastic Film Festival | Finalista    | Indie Game Contest                                | Pato Box    | 2017  |
| Pixelatl                                        | Seleccionado | Selección oficial para el showroom de videojuegos | Pato Box    | 2017  |
| PAX East                                        | Seleccionado | Selección Oficial de PAX Rising 2017              | Pato Box    | 2017  |
| PAX South                                       | Seleccionado | Selección Oficial de PAX Rising 2018              | Pato Box    | 2018  |
| Concurso Nacional Videojuegos MX                | Premio       | Mejor Videojuego App Móvil                        | Shiba Force | 2020  |